# 夏の夢/好きです、好きです
『夏の夢/好きです、好きです』（なつのゆめ/すきですすきです）は、日本のリュ・シウォンの3枚目のシングルである。2006年4月5日発売。発売元は徳間ジャパンコミュニケーションズ。

## 概要
- 日本テレビ系「音楽戦士 MUSIC FIGHTER」エンディングテーマ

## 収録曲
1. 夏の夢(5:12)
作詞：田中はなの、作曲：ANRI、編曲：小倉泰治
2. 好きです、好きです(5:26)
作詞：小竹正人、作曲：佐藤晶、編曲：PIPELINE PROJECT/佐藤晶
3. 夏の夢(INST)(5:12)
4. 好きです、好きです(INST)(5:26)

## 収録アルバム

### 夏の夢
- オリジナル『ASIAN BLOW』（2006年5月10日）
- ベスト『Ryu Siwon Single Collection』（2009年4月22日）

### 好きです、好きです
- オリジナル『ASIAN BLOW』（2006年5月10日）
- ベスト『Ryu Siwon Single Collection』（2009年4月22日）